# 114 mm/55 Mark 8
114 mm/55 Mark 8 е корабна универсална артилерийска установка калибър 114 mm, разработена и произвеждана във Великобритания от компанията Викерс. Състои на въоръжение във ВМС на Великобритания, а също и във ВМС на Аржентина, Бразилия, Иран, Ливия и Тайланд. От 2001 г. на въоръжение постъпва усъвършенстваната ѝ версия Mark 8 Mod 1.

## Разработка проекта
Разработката на 114-милиметровото оръдие по поръчка на Кралския флот започва от компанията Vickers в края на 1960-те години. Тази система се разработва на базата на 114-милиметровата артустановка Mark V. През 1966 г. е произведен първият прототип. Първият кораб, носещ тази артустановка, става иранската фрегата „Заал“, построена във Великобритания през 1971 г. Първият британски кораб, въоръжен с Mark 8, става разрушителят „Бристъл“.

## Конструкция
Артустановката се състои от бойно и подкуполно отделения. Оръдието има ствол-моноблок с дължина 55 калибра. Кулата е направена от армирана пластмаса, в конструкцията на АУ широко са използвани леки сплави. Готовите за стрелба боеприпаси се намират в пръстеновиден въртящ се пълнител, за 18 унитарни патрона.
114-милиметровата установка Mark 8 се използва от следните кораби на британския флот: разрушителите от тип 45, 42 и 82, фрегатите от типове 21, 22 и 23. Освен това, с нея са снабдени бразилските фрегати от типа „Нитерои“ и „Инхаума“ и иранските фрегати от типа „Алванд“.
Цената на изстрела е 1500 долара.

## Галерия
- Стреляни гилзи от АУ Mod 0 на HMS Cardiff D108 по време на Фолкландската война. Пусковата установка за ЗРК Sea Dart също се вижда в долния десен ъгъл.
- Стълбата на установката на Mod 0 на HMS Cardiff повредена от вълна.
- АУ Mod 0 на HMS Sutherland (F81)
- Стрелба от HMS Argyll (F231) по време на учения в Близкия Изток
- АУ Mod 0 на HMS Grafton (F80)
- Mk 8 Mod 1 на HMS Northumberland (F238).
- Стрелба на HMS Argyll по време на ученията Bersama Lima.